# Lepus corsicanus
Lepus corsicanus este o specie de iepuri propriu-ziși care se găsește în sudul și centrul Italiei și în Corsica.

## Taxonomie
A fost descrisă pentru prima oară ca specie în anul 1898 de către zoologul britanic William Edward de Winton, utilizând specimene din Corsica. A fost mai târziu considerată o subspecie a iepurelui de câmp (Lepus europaeus) sau ambele specii au fost tratate ca subspecii ale iepurelui Capului (Lepus capensis). Acum este în general tratată ca specie (nu ca subspecie), deoarece nu pare să se hibrideze cu iepurele de câmp acolo unde arealele lor se suprapun și studii ale ADN-ului mitocondrial sugerează că aparține unei descendențe distincte care s-a diferențiat în refugii izolate în timpul ultimei perioade glaciare.

## Descriere
În aparență este similară cu iepurele de câmp, fiind în mare parte maro cu burta de culoare crem. Diferă prin faptul că bazele firelor de păr ale stratului interior al blănii sunt gri, nu albe. În medie este mai mică decât iepurele de câmp, cu o lungime a capului și a corpului de 44,1–61,2 cm, o lungime a cozii de 6,6–11,2 cm și o masă de 1,8–3,8 kg. Urechile și picioarele din spate sunt relativ mai lungi, având 9–12,6 cm și respectiv 11,4–13,5 cm.

## Răspândire și habitat
Este găsită în maquis-uri, pajiști, zone cultivate și dune. Este comună și răspândită larg în Sicilia, unde se găsește de la nivelul mării până la 2400 de metri pe Muntele Etna. În Italia continentală, arealul său este mai fragmentat, extinzându-se puțin spre nord în Toscana pe coasta de vest și Foggia pe coasta de est. A fost introdusă în Corsica de oameni, probabil cam între secolul al XIV-lea și al XVII-lea, și este în prezent rară acolo cu doar câteva înregistrări recente.

## Stare de conservare
Populația acestei specii pare să fie în scădere și este clasificată ca specie „vulnerabilă” de către Uniunea Internațională pentru Conservarea Naturii. Este amenințată de pierderea habitatului, vânare excesivă, de concurența cu iepurele de vizuină (Oryctolagus cuniculus) și de populațiile introduse de iepuri de câmp. Este acum protejată în Italia continentală, dar asemănarea dintre această specie și iepurele de câmp face protejarea dificil de aplicat. Totuși, Lepus corsicanus poate fi găsită în multe arii protejate din Italia.